# وسترلیگ
وسترلیگ (به انگلیسی: Westerleigh) یک روستا و محله مدنی در بریتانیا است که در South Gloucestershire واقع شده‌است. وسترلیگ ۳٬۳۹۹ نفر جمعیت دارد.